# Gaulskopf (Warburger Börde)

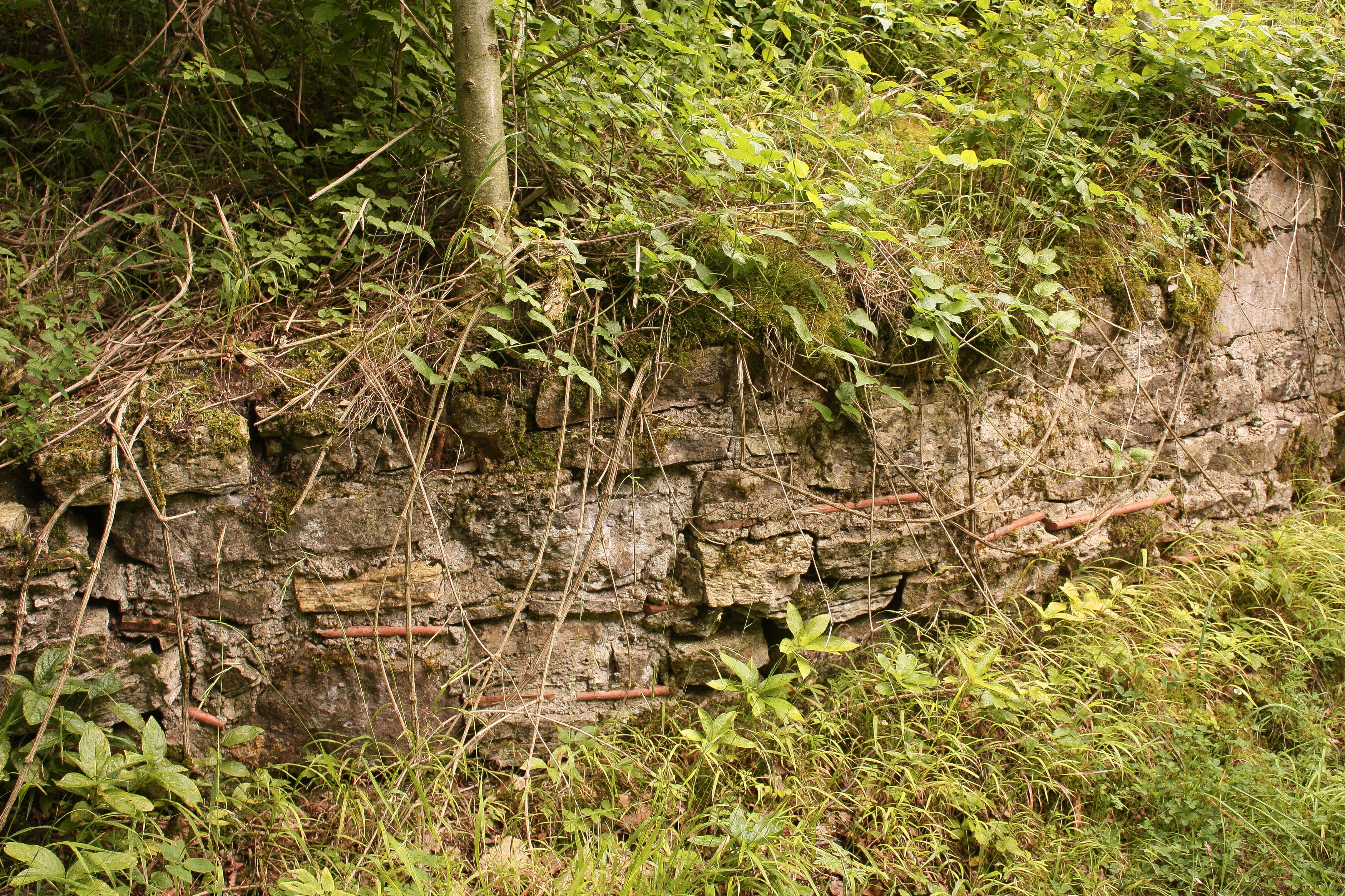
Aufgemauerte südliche Torwange am Osttor

Der Gaulskopf ist ein 347,2 m ü. NHN hoher Ausläufer des Stocksteins (371,1 m) am Südwestrand der zum Oberen Weserbergland gehörenden Warburger Börde. Er liegt beim Warburger Ortsteil Ossendorf im nordrhein-westfälischen Kreis Höxter. Sein Plateau war bereits in der Jungsteinzeit besiedelt; im Frühmittelalter trug es eine Wallburg.

## Geographie

### Lage
Der Gaulskopf erhebt sich im Süden des Naturpark Teutoburger Wald/Eggegebirge. Sein Plateau liegt etwa 2,8 km westsüdwestlich von Ossendorf, 2,7 km südlich von Rimbeck und 3,3 km südsüdöstlich von Scherfede, die alle zu Warburg gehören, sowie 3,5 km ostsüdöstlich von Wrexen und 2,4 km nordwestlich von Wethen, die beide zur im benachbarten hessischen Landkreis Waldeck-Frankenberg liegenden Gemeinde Diemelstadt zählen. Nordöstlich vorbei fließt die Diemel. Die Nord-, Ost- und Südhänge fallen steil ab, so dass sein Plateau nur vom südwestlich gelegenen Stockstein einfacher zu erreichen ist. Nach Südwesten leitet die Landschaft zum Quast (392,1 m) über. Auf der Erhebung erstrecken sich Teile des Asseler Waldes.

### Naturräumliche Zuordnung
Der Gaulskopf gehört in der naturräumlichen Haupteinheitengruppe Oberes Weserbergland (Nr. 36) und in der Haupteinheit Warburger Börde (Diemelplatten; 360) zur Untereinheit Diemelbörde (Weldaer Waldberge; 360.1). Die Landschaft fällt nach Norden in die Untereinheit Steigerplatte (Warburger Platten; 360.2) ab und dann weiter in die Untereinheit Große Börde (Diemel-Becken; 360.0).

## Schutzgebiete
Auf den Gaulskopf reichen Teile des Naturschutzgebiets Asseler Wald (CDDA-Nr. 318126; 1990 ausgewiesen; 2,2376 km² groß), an das sich auf dem Osthang ein Bereich des mehrteiligen Landschaftsschutzgebiets Südlicher Kreis Höxter (CDDA-Nr. 555561177; 1984; 225,0967 km²) anschließt. Außerdem reichen auf die Erhebung Teile des Fauna-Flora-Habitat-Gebiets Asseler Wald (FFH-Nr. 4420-302; 1,3651 km²), an das südlich das hessische FFH-Gebiet Quast bei Diemelstadt-Rhoden (FFH-Nr. 4420-304; 3,0234 km²) grenzt.

## Geschichte

### Vor und Frühgeschichte
Bereits in der Jungsteinzeit war das Plateau des Gaulskopfs besiedelt. Vor allem zur Zeit der Michelsberger Kultur liegen zahlreiche Siedlungsspuren vor, darunter Tonscherben und C14-datierte Tierknochen, die eine dauerhafte Nutzung des Plateaus belegen. Ähnliche Funde wurden auf der gegenüberliegenden Diemel-Seite im Bereich des Erdwerks von Rimbeck sowie der nordhessischen Anlage von Calden gefunden. Einzelstücke sind auch der späten Jungsteinzeit (ca. 2800–2000 v. Chr.), sowie der Bronzezeit oder frühen Eisenzeit zuzuordnen. Ob das Plateau in vorgeschichtlichen Zeiten umwallt war, ist unklar.

### Frühmittelalter
Erst im Frühmittelalter ist eine intensive Besiedlung des Gaulskopf wieder nachweisbar. Damals war er von einer Umwallung geschützt und trug eine der ältesten und bedeutendsten Wallburgen des frühmittelalterlichen Westfalen. Insgesamt wird eine etwa 300 m lange und 100 bis 150 m breite Fläche von der Mauer eingefasst. Nach Westen hin wurde das befestigte Areal von einem etwa 3 m hohen und an der Basis 10 m breiten Wall abgesichert. Ein 10 m langes Zangentor, dass sich auf etwa 3 m verengt befand sich an der Ostseite.
Funde belegen eine Besiedlung seit der Mitte des 7. Jahrhunderts. Darunter sind militärische Gegenstände, wie der pyramidenförmige Befestigungsknopf eines Langschwertes aber auch Perlen. Zudem kann die Herstellung von Gürtelgarnituren nachgewiesen werden. Man geht davon aus, dass die geschützte Anhöhe im Zuge der Auseinandersetzungen zwischen Sachsen und Franken ausgebaut wurde. Die Umwallung war eine Holz-Erde-Konstruktion, wie sie oft den Sachsen zugeschrieben wird. Weitere Anlagen in diesem Bereich, die vermutlich bereits im 7. Jahrhundert genutzt wurden, sind die Babilonie bei Lübbecke, die Eresburg in Obermarsberg und die Burg Oldenburg auf dem Fürstenberg bei Ense. Diese frühe Wallburg dürfte mit Kriegergräbern des 7. Jahrhunderts in Verbindung stehen, die 1965 am alten Stadtweg in Ossendorf entdeckt wurden. Ob der Gaulskopf damals eine Adelsburg oder eine Fliehburg war, ist unklar. 
Auch zur Zeit der Karolinger wurde die Burg genutzt. Das Holzfundament einer Kirche der Sachsen-Missionierung wird dem 8. Jahrhundert zugeschrieben. Zahlreiche Funde, darunter Sporen, Gewandspangen und Keramikscherben zeigen, dass die Anlage durch die gesamte karolingische Epoche bis zwischen 950 und 1100 bewohnt war.

### Neuzeit
1965 wurden erste Ausgrabungen durchgeführt.